# 広見川
広見川（ひろみがわ）は、渡川（四万十川）水系の支流で、愛媛県鬼北町、松野町、高知県四万十市を流れる河川。

## 概要
愛媛県鬼北町父野川に源流を発し、鬼北町、松野町を貫流し、高知県に抜け、四万十市江川崎で四万十川に合流する延長50キロの河川。主要な支流として、藤川、犬飼川、日向谷川、安森川、下大野川、大宿川、三間川、掘切川、奥野川、奈良川がある。谷底平野が発達し、稲作が行なわれている。また河岸段丘の発達が観察される。
1944年、1945年には洪水に見舞われたことがある。
鮎、ウナギ、川蟹等の漁業資源にも恵まれている。鮎は太平洋戦争前には多量の遡行が見られたが、今日では放流によっており、落ちアユ漁が行なわれている。ウナギは、「地獄」と呼ばれる仕掛けを用いて捕獲する。これらを材料に用いた郷土料理は沿岸地域の観光資源ともなっている。
かつては、水資源に恵まれない宇和海側地域への分水の構想もあった。
四万十川の支流としてみると、広見川の紡績工場（廃）、奈良川のアルコール工場（廃）などの影響により生態系が悪化、更に生活用水の未処理垂れ流しで、本流（四万十川水系）に多大なる影響を与え続けた。

## 流域の観光地
- 成川渓谷 - 奈良川上流の渓谷